# European Foundation for Plant Pathology
De European Foundation for Plant Pathology (EFPP) is een non-profitorganisatie die zich richt op de promotie van de fytopathologie in Europa. De EFPP promoot wetenschappelijke en technische samenwerking op het gebied van de fytopathologie in Europa en faciliteert de uitwisseling van wetenschappelijke informatie tussen fytopathologen die lid zijn van nationale of regionale verenigingen die zich richten op de fytopathologie en aanverwante gebieden. 
De vereniging heeft haar hoofdkwartier in het Nederlandse Wageningen.
Nationale en regionale verenigingen uit meerdere Europese landen zijn aangesloten bij de EFPP. Voor Nederland is dit de Koninklijke Nederlandse Plantenziektekundige Vereniging en voor het Verenigd Koninkrijk is dit de British Society for Plant Pathology. De EFPP is in samenwerking met Springer verantwoordelijk voor de publicatie van het wetenschappelijke tijdschrift European Journal of Plant Pathology. Leden van de nationale verenigingen die zijn aangesloten bij EFPP kunnen korting krijgen op een abonnement. 
Elke twee jaar organiseert de EFPP een conferentie, die plaatsvindt in de diverse landen waar de aangesloten nationale en regionale verenigingen zijn gevestigd. De EFPP werkt samen met de International Society for Plant Pathology.